# Färlev
Färlev är en ort som består av fyra gårdar på gränsen mellan Lysekils och Munkedals kommuner vid den innersta delen av Färlevfjorden och utmed länsväg 162.
Slaget vid Färlev 1134 utkämpades här.